# رولو (إميليا رومانيا)
رولو (بالإيطالية: Rolo)‏ هي بلدية في مقاطعة ريدجو إميليا في إقليم إميليا رومانيا الإيطالي.

## السكان
في سنة 1861 بلغ عدد السكان 2٬426 نسمة، وتطور العدد ليصل في سنة 2011 لـ 4٬038 نسمة.
يظهر هذا المخطط البياني تطور النمو السكاني لـ رولو (إميليا رومانيا)